# Ammi visnaga
Viznaga y bisnaga redirigen aquí. Para el cacto llamado bisnaga, véase Ferocactus.
La viznaga o visnaga (Ammi visnaga) es una especie fanerógama perteneciente a la familia las apiáceas.

## Descripción
Es anual o bienal. Las hojas son caulinares, abrazan al tallo y que están profundamente divididas formando segmentos de un milímetro o dos de ancho, que alcanzan el nervio central de la hoja o pinnatisecta. El extremo de estas hojas terminan en lineares o estrechas y alargadas con el borde entero.

|  | Llamativo de la planta son sus inflorescencias en umbelas compuestas, con involucro formado por brácteas trífidas o divididas en tres, con un tamaño similar al de los radios. Estos, pueden ser más de 100, de más de 3 cm y en los extremos de ellas aparecerá otra pequeña umbela. Los radios exteriores son un poco más largos que los interiores, apretados unos contra otros se van separando a medida que las flores se forman y ejercen presión entre ellas hasta formar la umbela. |

|  | Las pequeñas flores salen de unos 20 o 30 radios, mucho más pequeños que los radios principales, de unos 10 mm, apretadas, blancas con cinco pétalos, excepto en el gineceo que está formado por 2 carpelos. Esta segunda umbela también tiene brácteas, lineares que caen en la fructificación. Cuando la planta fructifica se cierra sobre sí misma, quedando los radios secos rodeando el centro de la umbela. El fruto es un esquizocarpo pequeño de unos dos milímetros, con cinco costillas iguales. |

Distribución
Tiene su origen en Egipto y ha logrado difundirse por toda la cuenca del Mar Mediterráneo, y posteriormente cultivada en el W y C de Europa, y N de América, donde se naturaliza.
Hábitat y cultivo.
Bordes de caminos y campos cultivados. Cultivar de suelos sueltos y drenados, a pleno sol, por semilla en plantación directa.

## Taxonomía
Ammi visnaga fue descrita por (Linneo) Lam. y publicado en  Flore Françoise 3: 462, en el año 1778 (1779). (post 21 Mar 1779)
Etimología
Ammi: nombre genérico que según Umberto Quattrocchi, es un antiguo nombre latino de una planta umbelífera.
visnaga: epíteto
sinonimia
- Daucus visnaga basónimo
- Apium visnaga
- Visnaga daucoides
- Sium visnaga
- Selinum visnaga
- Visnaga vera
- Ammi dilatum[6]

## Usos
Estudios
Ammi visnaga es una planta medicinal egipcia antigua ampliamente distribuida utilizada para el tratamiento de varias enfermedades, incluida la urolitiasis (cálculos renales). Los constituyentes químicos activos khelina y visnagina obtenidos de las semillas de A. visnaga tienen actividad antilitiogénica y pleiotrópica. Sin embargo, poco se sabe sobre su actividad en la hipertrigliceridemia. El objetivo principal de esta revisión es explorar el uso de A. visnaga en la urolitiasis y en HDL.
Farmacología
Se han aislado once flavonoles de las partes aéreas de Ammi visnaga L. de las cuales cuatro agliconas, cuatro monoglucósidos, dos diglucósidos y un triglucósido. Las agliconas de flavonoides se distribuyeron en una hidroxilada, quercetina y tres metoxiladas, a saber, ramnetina, isorhamnetina y ramnazina. Entre los monoglucósidos, encontramos tres glucosidos 3-O respectivamente ligados a ramnetina, isorhamnetina y ramnazina y un 7-O-glucósido de isorhamnetina. Los dos diglicósidos fueron 3-O-rutin de quercetina  e isorhamnetin , mientras que el único triósido fue quercetina 7,3,3'-O-triglucósido
Médicos
La parte utilizada de la planta son sus frutos, en ellos se forman varios productos del grupo de las furanocromonas , como la kelina, la visnagina y kelol  la más importante de las cuales es la kelina . La composición química es la de la sesilina : visnadina , samidina, dihidrosamidina; flavonoides derivados del kenferol, quercetol y mirceol.[cita requerida]
Las furanocromonas se comportan como relajantes de las fibras musculares lisas, con un efecto espasmolítico sobre las arterias coronarias y las vías respiratorias y urinarias, por lo que se utilizan para combatir cólicos nefríticos (relaja los conductos de la uretra), litiasis urinarias, asma, coronaria (en el tratamiento de la angina de pecho), arritmias y distonías neurovegetativas . También es sedante y diurético. Externamente es fotosensibilizante y en uso tópico, por su gran contenido en kelin (con acción fotosensibilizante, combinada con la irradiación ultravioleta controlada), puede ser de utilidad para el tratamiento de la alopecia (tras la desaparición de la dermatitis queda hiper-pigmentación).[cita requerida]
Estas sustancias, sin embargo, pueden tener efectos tóxicos y para prevenir un mal uso o intoxicación, es necesario que tanto para su uso interno (en infusiones o extracciones de sus frutos) como tópico, se haga bajo la vigilancia médica especializada ya que se ha de tener en cuenta el contenido alcohólico del extracto del fruto.[cita requerida]
Las contraindicaciones que presenta esta planta son en periodos de embarazo, lactancia o en niños pequeños, ya que no se pueden prescribir formas de dosificación orales con contenido alcohólico a niños menores de dos años. Tampoco se pueden prescribir a adultos en proceso de desintoxicación etílica. Es incompatible con otros cardiotónicos y con laxantes antraquinónicos .
Los posibles efectos adversos pueden aparecer después del contacto de la planta fresca con la piel húmeda, ya que se produce una exposición actínica y por tanto pueden aparecer fenómenos de fotosensibilización, o bien en dosis elevadas o por su uso continuado, ya que puede producir náuseas, insomnio, vértigo, cefaleas, sudoración profusa y somnolencia.[cita requerida]
 Aviso médico

## Curiosidades
Con el nombre de biznaga se conoce en Málaga a la moña de jazmines que, ensartados en la flor de una Ammi Visnaga seca, venden los ambulantes llamados biznagueros.
Está documentado que, a principios de siglo XIX, se recogía el tallo de la umbela de la ammi visnaga, estos tallos se limpiaban de las ramas secundarias dejando sólo la rama principal, a la que llamaban nerdo y se dejaban secar hasta el año siguiente. Pasado el año y llegada la época de floración del jazmin, sobre el mes de julio, se humedecian y se cortaban las flores secas propias de la biznaga y se le daba forma de sombrilla, de nuevo se ponian a secar. Antes de la salida del sol, cuando los capullos del jazmin aun no se habían abierto, se recogian, y se clavaban en la umbela de la visnaga, esto se realizaba al mediodía. Al caer la tarde-noche los capullos se abrian desprendiendo su olor dulzón característico del jazmín.